# ستيف ماكديرموت
ستيف ماكديرموت (بالإنجليزية: Steve McDermott)‏ هو لاعب كرة قدم بريطاني في مركز الهجوم، ولد في 30 ديسمبر 1964 في غيتسهيد في المملكة المتحدة. لعب مع دارلينجتون إف سى.